# Eberhard Westphal
Eberhard Westphal (* 17. Oktober 1934 in Berlin; † 13. September 1998 in Béziers) war ein deutscher Maler und Bühnenbildner.

## Leben
Eberhard Westphal war der Sohn eines Berliner Malermeisters und besuchte von 1955 bis 1958 die Bühnenbildklasse von Werner Kleinschmidt der Meisterschule für das Kunsthandwerk in Berlin. 1959 heiratete er die Buch- und Kunsthändlerin Marianne Lemberg. Nach dem Tod seiner Frau im Jahre 1960 siedelte er nach Düsseldorf um, wo er die Keramikerin Margrit Käsch heiratete. Er arbeitete als freier Bühnenbildner u. a. in der Kongresshalle Berlin (1958), im Studio Diogenes, Berlin (1962–1967), in den Kammerspielen Düsseldorf (1970), im Atlantik Theater (1980), für das Westfälische Landestheater Castrop-Rauxel (1984/1985) sowie als Maler. Von 1984 verbrachte er mit seiner Frau Margrit die Sommermonate in Südfrankreich. 1989 verlegten sie ihren Wohnsitz ganz dorthin, wo Westphal bis zu seinem Tod im Jahre 1998 lebte. Er hinterließ einen Sohn aus erster und einen Sohn aus zweiter Ehe.

## Werk
Westphals malerisches Werk zerfällt nach der Studienzeit in zwei Epochen. In der Düsseldorfer Zeit malte er eine große Serie von „Medialen“, stark zentrierte abstrakte Kompositionen in Öl oder Tempera auf Kreisformen basierend mit subtilen Farbabstufungen. Diese Werke wurden u. a. von dem Kulturamt Düsseldorf für die Artotek gekauft.
In seiner zweiten Periode, die seiner Zeit in Frankreich entspricht, malte er abstrakte Aquarelle, die Elemente des Himmels und der Landschaft seiner neuen Heimat verarbeiteten. Diese Werke wurden zu seinen Lebzeiten in Ausstellungen u. a. im Stadtmuseum Düsseldorf und im Goethe-Institut in Nancy 1986, in Bad Hersfeld und Bédarieux 1991 in Soest 1994 und in einer großen Retrospektive nach seinem Tod im Stadtmuseum in Düsseldorf 2001 ausgestellt.

## Ausstellungen  (Auswahl)
Einzelausstellungen
- 1968: Galerie downtown, Düsseldorf
- 1968: Galerie The Place, Düsseldorf
- 1971: Orangerie Schloss Benrath, Düsseldorf
- 1972: Galerie Die Goldschmiede, Bochum
- 1975: Galerie 58, Düsseldorf
- 1976: Galerie De De Novum, Düsseldorf
- 1977: Galerie de Boevé, Assenede, Belgien
- 1977: Kunsthaus Lübeck
- 1977: Kunstzelle, Düsseldorf
- 1978: Malkasten, Düsseldorf
- 1978: Ton-Galerie, Meerbusch
- 1979: Städtische Kellergalerie, Düsseldorf
- 1979: Galerie Remus, Düsseldorf
- 1982: Galerie Trinsenturm, Ratingen
- 1983: Orangerie Schloss Benrath, Düsseldorf
- 1983: Galerie de Schakel, Leidschendam, Niederlande
- 1983: Städtische Galerie, Fellbach
- 1983: Galerie t'koethuys, Schiedamn, Niederlande
- 1983: Galerie de Sluis, Leidschendam, Niederlande
- 1986: Musée d’Art et Tradition, Roussillon, Frankreich
- 1987: Goethe-Institut, Nancy
- 1987: Stadtmuseum Düsseldorf
- 1991: Museum, Bad Hersfeld
- 1991: Musée de Bédarieux, Frankreich
- 1992: Museum, Verden an der Aller
- 1992: Akademie der Künste, Berlin
- 1994: Wilhelm-Morgner-Haus, Soest
- 1997: Foyer Theater am Dom, Köln
- 1997: Foyer Piccolo-Theater, Hamburg
- 2001: Retrospektive, Stadtmuseum Düsseldorf
- 2012: Eröffnung eines Museums mit Westphals Werken in Bédarieux, (Hérault, Frankreich) durch seine Frau.

## Bühnenbilder
- 1958: Thomas Harlan: Ich selbst und kein Engel. Regie: Konrad Swinarski. Theater in der Kongresshalle , Junges Ensemble.
- 1959: Yidisch Wort – Sprache ohne Land. Regie: Cipé Lincowsky. Sender Freies Berlin, Fernsehen.
- 1965: Otto Piene: Die Lichtauktion oder Neu York ist dunkel. Regie: Günter Meisner. Experimenta Frankfurt am Main, Studio Diogenes.
- 1966: Berliner Festwochen, Studio Diogenes.
  - Antonin Artaud: Stein der Weisen. (Uraufführung). Regie: Günter Meisner.
  - Fernando Arrabal; Gebet. Regie: Günter Meisner.
  - Eugène Ionesco: Die Lücke. Regie: Günter Meisner.
  - Boris Vian: Die Reichsgründer oder Das Schmürz. Regie: Günter Meisner.
- 1968: Boris Vian: Alle in die Grube. Regie: Günter Meisner. Akademie der Künste, Studio Diogenes.
- 1970: Peter Hacks: Omphale. Regie: Bert Ledwoch. Kammerspiele Düsseldorf
- 1977: August von Kotzebue: Die deutschen Kleinstädter. Regie: Gerd D. Samariter. Freilichtspiele Birten/Xanten.
- 1978: Kurt Tucholsky: Merkt ihr nischt? Regie: Mathias Oelrich. Burghofbühne Dinslaken.
- 1978: Die Bremer Stadtmusikanten. Theater Schnaps & Poesie
- 1979: Rainer Hachfeld: Blöder wohnen. Regie: Gerd D. Samariter. Kongresshalle Berlin
- 1980: Verschiedene zeitgenössische Autoren: Till Eulenspiegel. Regie: Roland Kabelitz. Atlantic-Theater Düsseldorf.
- 1980: Augusto Boal: Revolution auf südamerikanisch. Atlantic-Theater Düsseldorf.
- 1984: George Orwell 1984. Regie: Rüdiger Kuhlbrodt.
- 1984: Martin Burkert:  Besuch bei den verbannten Dichtern. Regie: Gerd D. Samariter. Westfälisches Landestheater Castrop-Rauxel.
- 1985: Westfälisches Landestheater Castrop-Rauxel
  - Nezihe Meric: Sevdican – Tor zur Hoffnung. Regie: Rüdiger Kuhlbrodt.
  - Leonie Ossowski: Voll auf der Rolle. Regie: Regina Nölke.
  - Auf in den Westen, wo schwarz ist das Gold. Regie: Bernd Kristetzko.
- 1992: Ariadnes Faden. Tanz und Choreographie: Calvann Cole. Regie: Rüdiger Tuchel. Musik: Michael Rodach. Akademie der Künste Berlin-Brandenburg